# Olimpiada Juvenil Internacional de Ciencia

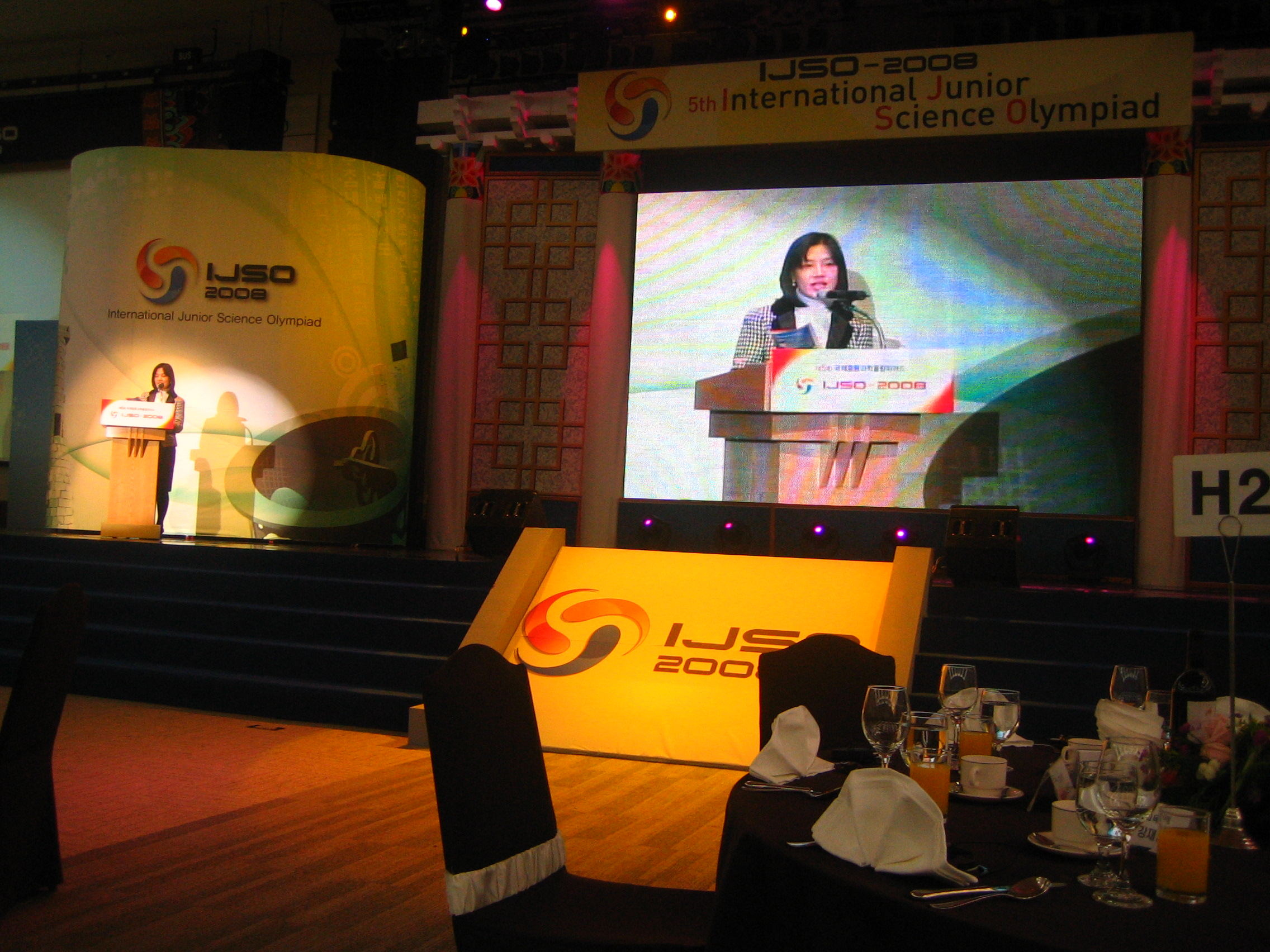
Apertura de IJSO 2008.

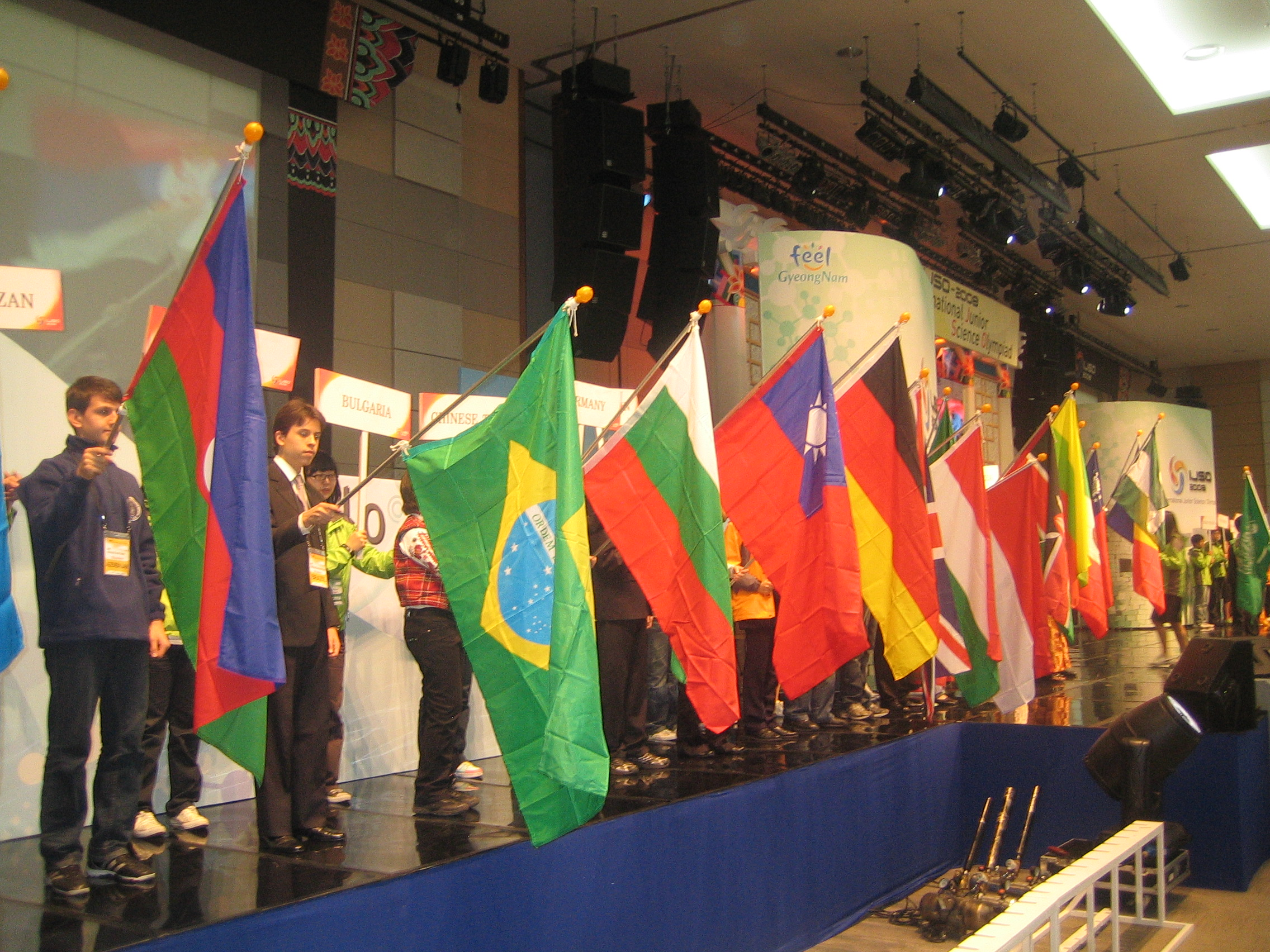
Presentación de las delegaciones en IJSO 2008.

La Olimpiada Juvenil Internacional de Ciencia (International Junior Science Olympiad, conocida como IJSO) es una competencia en Ciencias Naturales para estudiantes de hasta 15 años que ocurre todos los años desde 2004.

Cincuenta países estuvieron en Corea del Sur en diciembre de 2008, con delegaciones compuestas de seis estudiantes y tres profesores.

## Historia de IJSO
La IJSO se organizó para promover el valor de la enseñanza de las ciencias de la naturaleza en la educación general de los jóvenes y en todos los aspectos de su vida. Se trata de un evento científico de naturaleza puramente educativa que consiste en exámenes de Física, Química e Biología.

## Torneo internacional

### Exámenes
Los estudiantes hacen tres exámenes a lo largo del torneo: 
- una prueba individual de selección múltiple en temas de Física, Química y Biología
- un examen individual con resolución de problemas también de Física, Química y Biología
- una prueba de laboratorio en equipos de 3 estudiantes.

que abarque procesos de resolución 
Srta. Gabriela Armijos

### Premiación

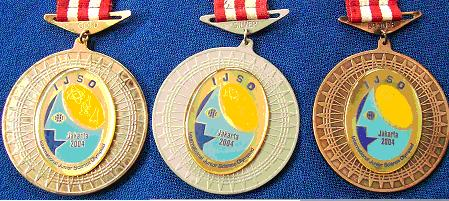
Medallas de IJSO 2004.

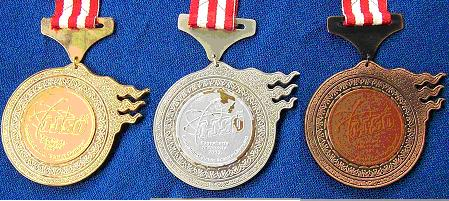
Medallas de IJSO 2005.

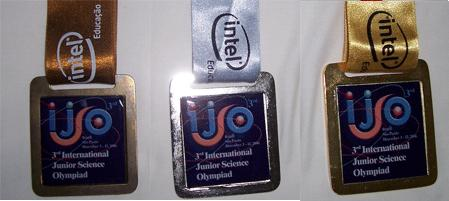
Medallas de IJSO 2006.

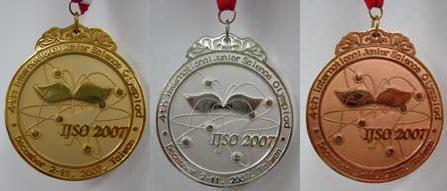
Medallas de IJSO 2007.

Después de la corrección de las pruebas, los 10% mejores estudiantes reciben medallas de oro, los 20% que siguen llevan medallas de plata y otros 30% reciben medallas de bronce. También hay premiaciones especiales a los países con la mejor delegación e con la mejor participación en la prueba de laboratorio.

## Latinoamérica en IJSO
Brasil y México fueron los únicos latinoamericanos en la primera edición de la IJSO el 2004 en Indonesia. Argentina (desde 2006), Bolivia (desde 2008) y Colombia (desde 2014) también representan el continente en esta olimpiada académica.

### México
| Año  | País Sede     | Oro | Plata | Bronce |
| ---- | ------------- | --- | ----- | ------ |
| 2004 | Indonesia     | 0   | 0     | 2      |
| 2005 | Indonesia     | 0   | 0     | 1      |
| 2006 | Brasil        | 0   | 0     | 1      |
| 2007 | Taiwán        | 0   | 0     | 2      |
| 2008 | Corea del Sur | 0   | 0     | 1      |

### Argentina
| Año  | País Sede     | Oro | Plata | Bronce |
| ---- | ------------- | --- | ----- | ------ |
| 2006 | Brasil        | 0   | 0     | 1      |
| 2007 | Taiwán        | 0   | 0     | 3      |
| 2008 | Corea del Sur | 0   | 0     | 2      |
| 2009 | Azerbaiyán    | ?   | ?     | ?      |
| 2010 | Nigeria       | 0   | 0     | 2      |
| 2011 | Sudáfrica     | 0   | 0     | 2      |
| 2012 | Irán          | ?   | ?     | ?      |
| 2013 | India         | 0   | 0     | 4      |
| 2014 | Argentina     | 0   | 0     | 3      |

### Brasil
| Año  | País Sede     | Oro | Plata | Bronce |
| ---- | ------------- | --- | ----- | ------ |
| 2004 | Indonesia     | 0   | 0     | 1      |
| 2005 | Indonesia     | 0   | 3     | 1      |
| 2006 | Brasil        | 0   | 2     | 2      |
| 2007 | Taiwán        | 0   | 4     | 2      |
| 2008 | Corea del Sur | 1   | 4     | 1      |

### Bolivia
| Año  | País Sede     | Oro | Plata | Bronce |
| ---- | ------------- | --- | ----- | ------ |
| 2008 | Corea del Sur | 0   | 0     | 1      |

## Sedes y campeones de IJSO
| Año  | País Sede     | Oro | Plata | Bronce |
| ---- | ------------- | --- | ----- | ------ |
| 2014 | Argentina     | 0   | 0     | 1      |
| 2015 | Corea del Sur | 0   | 1     | 2      |
| 2017 | Holanda       | 0   | 0     | 1      |

| Número | Año  | Sede          | Ciudad             | Participantes | Campeón       |
| ------ | ---- | ------------- | ------------------ | ------------- | ------------- |
| 1      | 2004 | Indonesia     | Yakarta            | 28            | Indonesia     |
| 2      | 2005 | Indonesia     | Yogyakarta         | 32            | Taiwán        |
| 3      | 2006 | Brasil        | São Paulo          | 30            | Corea del Sur |
| 4      | 2007 | Taiwán        | Taipéi             | 46            | Taiwán        |
| 5      | 2008 | Corea del Sur | Gyeongsang del Sur | 50            | Corea del Sur |
| 6      | 2009 | Azerbaiyán    | Bakú               | #             | Rusia         |
| 7      | 2010 | Nigeria       | Abuya              | #             | #             |
| 8      | 2011 | Sudáfrica     | Durban             | #             | #             |
| 9      | 2012 | Irán          | Teherán            | #             | #             |
| 10     | 2013 | India         | Pune               | 39            | RusiaTaiwán   |
| 11     | 2014 | Argentina     | Ciudad de Mendoza  | #             | #             |